# Urraka Kastylijska
Urraka I Kastylijska (ur. ok. 1081, zm. 8 marca 1126) – królowa Kastylii i Leónu w latach 1109-1126, królowa Galicji w latach 1109-1112. Córka króla Alfonsa VI kastylijskiego (1039-1109) i Konstancji burgundzkiej (ok. 1046-ok. 1093).
W 1090 Urrakę jako dziecko poślubiono Rajmundowi burgundzkiemu (ok. 1059-1107), hrabiemu Galicji. Para miała dwoje dzieci:
- infantkę Sanchę (ur. przed 1095),
- infanta Alfonso Raimúndez, przyszłego króla Alfonsa VII (ur. 1104).

Owdowiawszy, Urraka została władczynią Galicji. Jako jedyne ślubne dziecko swojego ojca została także następczynią tronu Leonu i Kastylii. Ojciec wybrał jej następnego męża – wybór padł na Alfonsa I Aragońskiego (ok. 1073-1134), króla Aragonii i Nawarry. Alfons VI wierzył, że nowy mąż córki będzie obrońcą jego królestwa. Urraka i Alfons I byli jednak zbyt blisko spokrewnieni i Bernard, arcybiskup Toledo nie chciał udzielić im ślubu, mimo to para pobrała się w październiku 1109 w Monzón. Małżeństwo nie należało do udanych, Urraka i Alfons nie mogli też spłodzić potomka. Małżeństwo rozwiązano w 1114. Urraka już nigdy nie wyszła za mąż, ale miała kilku kochanków, m.in. hrabiego Gómeza Gonzáleza.
Okres rządów Urraki nie należał do spokojnych – wybuchł bunt możnych, potem jej ziemie najechał były mąż z aragońską armią. Szwagier Urraki – Henryk, hrabia Portugalii – mąż jej młodszej siostry przyrodniej Teresy z Leonu – najpierw sprzymierzył się z Aragonią przeciw Kastylii, potem zdradził Aragonię. Zmarł w 1112, a wdowa po nim zakwestionowała władzę Urraki. Resztę życia Urraka rządziła krajem z pomocą swojego syna Alfonsa. Według Chronicon Compostellanum, Urraka zmarła w połogu. Ojcem dziecka był jej kochanek – hrabia Pedro González de Lara (zm. 1130), z którym już wcześniej miała jednego nieślubnego syna:
- Fernando Perez Furtado (uznanego przez Urrakę w 1123).